# Patricia Mayr-Achleitner
Patricia Mayr-Achleitner (Innsbruck, 8 novembre 1986) è un'ex tennista austriaca.
Nata Patricia Mayr, ha aggiunto come secondo cognome quello del marito, che le ha anche fatto da coach.

## Carriera
Il 17 luglio 2011 ha perso la finale del torneo Gastein Ladies di Bad Gastein contro la spagnola María José Martínez Sánchez per 0-6, 5-7.
Il 14 settembre 2014 è stata sconfitta in finale nel torneo Hong Kong Open insieme all'australiana Arina Rodionova, cedendo per 2-6, 6-2, [10-12] alla gemelle Karolína Plíšková e Kristýna Plíšková.
Si è ritirata nell'ottobre 2015.

## Statistiche

### Singolare

#### Sconfitte (1)
| Legenda: Dal 2009     |
| --------------------- |
| Grande Slam (0)       |
| WTA Championships (0) |
| Premier Mandatory (0) |
| Premier 5 (0)         |
| Premier (0)           |
| International (1)     |

| N. | Data           | Torneo                      | Superficie  | Avversaria in finale        | Punteggio |
| 1. | 17 luglio 2011 | Gastein Ladies, Bad Gastein | Terra rossa | María José Martínez Sánchez | 0-6, 5-7  |

### Doppio

#### Sconfitte (1)
| Legenda: Dal 2009     |
| --------------------- |
| Grande Slam (0)       |
| Ori Olimpici (0)      |
| WTA Championships (0) |
| Premier Mandatory (0) |
| Premier 5 (0)         |
| Premier (0)           |
| International (1)     |

| N. | Data              | Torneo                    | Superficie | Compagna        | Avversarie in finale                | Punteggio         |
| 1. | 14 settembre 2014 | Hong Kong Open, Hong Kong | Cemento    | Arina Rodionova | Karolína Plíšková Kristýna Plíšková | 2-6, 6-2, [10-12] |

### Risultati in progressione
| Sigla | Risultato               |
| ----- | ----------------------- |
| V     | Vincitore               |
| F     | Finalista               |
| SF    | Semifinalista           |
| O     | Oro olimpico            |
| A     | Argento olimpico        |
| SF    | Bronzo olimpico         |
| QF    | Quarti di Finale        |
| 4T    | Quarto turno            |
| 3T    | Terzo turno             |
| 2T    | Secondo turno           |
| 1T    | Primo turno             |
| RR    | Round Robin             |
| LQ    | Turno di qualificazione |
| A     | Assente                 |
| ND    | Non disputato           |

| Legenda superfici    |
| -------------------- |
| Cemento              |
| Terra battuta        |
| Erba                 |
| Superficie variabile |

#### Singolare
| Torneo                 | 2009 | 2010 | 2011 | 2012 | 2013 | 2014 | 2015 | V–S  |
| ---------------------- | ---- | ---- | ---- | ---- | ---- | ---- | ---- | ---- |
| Tornei del Grande Slam |      |      |      |      |      |      |      |      |
| Australian Open        | 2T   | 1T   | 1T   | 1T   | A    | 1T   | A    | 1–5  |
| Open di Francia        | 1T   | Q1   | 1T   | 1T   | Q1   | 1T   |      | 0–4  |
| Wimbledon              | 2T   | Q1   | 1T   | 1T   | Q2   | 1T   |      | 1–4  |
| US Open                | 1T   | Q3   | 1T   | Q1   | 2T   | 1T   |      | 1–4  |
| Vittorie-sconfitte     | 2–4  | 0–1  | 0–4  | 0–3  | 1–1  | 0–4  | 0-0  | 3–17 |